# Bitka kod Falklandskih otoka
Bitka kod Falklandskih otoka bila je pobjeda Britanske mornarice nad Kaiserliche Marine koja se zbila 8. prosinca 1914. tijekom prvog svjetskog rata u vodama Južnog Atlantika, kod Falklandskih otoka. Britanska mornarica, posramljena nakon poraza u bitci kod Coronela (kod obala Čilea) 1. prosinca, poslala je velike pomorske snage da pronađu i unište odgovornu njemačku flotu.
Njemački admiral Maximilian von Spee zapovjednik eskadre sastavljene od dva oklopna krstaša; SMS (Seiner Majestät Schiff ) Scharnhorst i SMS Gneisenau, tri laka krstaša; SMS Nürnberg, SMS Dresden i SMS Leipzig i pomoćnog brodovlja, htio je napasti britansku opskrbnu bazu Stanley na Falklandskim otocima. Snažna britanska eskadra bojnih brodova sastavljena od dva bojna krstaša; HMS(Her Majesty's Ship) Invincible (Nesavladljiv) i HMS Inflexible (Nesalomljiv), tri oklopna krstaša, HMS Carnarvon, HMS Cornwall i HMS Kent, i dva laka krstaša, HMS Bristol i HMS Glasgow, pristigla je u luku samo dan ranije.
Uvjesti za borbu bili su odlični, vidljivost izvrsna, more blago valovito, sunčan i vedar dan. Predhodnice njemačkih brodova uočene su vrlo rano, tako da su od devet ujutro britanski bojni brodovi i krstaši bili u vatrenom lovu na pet njemačkih brodova. Nakon bjesomučne potjere u smjeru jugoistoka, svi njemački brodovi osim SMS Drezdena su dostignuti i topovskom paljbom i torpedima potopljeni.

## Vanjske poveznice
- Opis bitke iz dnevnika britanskog časnika JD Allena s krstaša HMS Kent
- Bitka kod Falklandskih otoka
- Bitke kod Coronela i Falklanda - u slikama

Sestrinski projekti
|  | Zajednički poslužitelj ima još gradiva o temi Bitka kod Falklandskih otoka |